# 中村禎
中村 禎（なかむら ただし、1957年10月3日- ）は、日本のコピーライター。福岡県出身。成蹊大学経済学部卒業。

## 略歴・人物
1980年に外資系広告代理店のJ.W.トンプソンに入社。営業畑を経験するも、宣伝会議のコピーライター養成講座を受講し、翌1981年にサン・アドへ移籍。当時サン・アドの中心的存在だった仲畑貴志や葛西薫らのもとで、コピーライターとしての研鑽を積み、1982年にはソニーのEZアラームのコピー「誰も起こしてくれない一人暮らし。悪いのは、誰だ。アッ僕か。」でTCC最高新人賞を受賞する好スタートを切る。
その後もサン・アドに在籍しながら、リクルート「とらばーゆ」などの広告コピーを担当し、1988年には電通へ移籍。1993年にはさくら銀行のキャンペーン広告「ニュース」シリーズでTCC部門賞を受賞。その後もキリンビール「一番搾り」やサントリー「リザーブ」、TOYOTA「SPACIO」、日本信販のコピーやCF企画を担当。2001年にはKDDIの「Designing The Future」のシリーズ広告でTCC最高賞を受賞する他にも、2003年には18年ぶりにセ・リーグ制覇を果たした、当時の阪神タイガース監督、星野仙一が自らでスポーツ紙に掲載した「あ～しんどかった（笑）」、「勝ち組、負け組。そんなん、ないんや。」、「日本経済のために優勝したんやないで（笑）」、「昨日、球場に来られなかった人たちにもありがとう。」などのコピーを手掛けてもいる。現在は、電通を退職しフリーランスに。宣伝会議のコピーライター養成講座での講師も務めている。

## 著書
「最も伝わる言葉を選び抜く コピーライターの思考法」（宣伝会議）2017/03/01

## 有名なキャッチコピー
- いい仕事をしたひとが、いい顔になるのはなぜだろう。（リクルート・とらばーゆ）
- プロの男女は、差別されない。（同上）
- お金で買えないもののほうが、大切だったりする。（さくら銀行）
- お金がないと生きて行けない。人間は弱いね。（同上）
- おいしいとこだけ、一番搾り。（キリンビール・一番搾り）※緒形拳、鈴木杏樹、村田雄浩らがCMに出演。
- 暑い暑い世の中で、ビールだけが冷えている。（同上）
- ビール、ビールと蝉が鳴く。（同上）
- 10年リザーブ AGED 10 YEARS.（サントリー・10年リザーブ）※佐藤浩市がCMに出演。
- 明日は、あしたの使い方。（TOYOTA・SPACIO）※爆笑問題がCMに出演。
- つまんない広告をする企業は、ほぼつまんない。（KDDI・Designing The Futureシリーズ広告）※豊川悦司や永瀬正敏らがCMに出演。
- 日本で二番手でも、世界で一番になればいいじゃん。（同上）
- がんばれNTT、がんばるKDDI。（同上）

他多数。